# Shieldaig
Shieldaig (Escocès gaèlic: Sìldeag) és un poble a Wester Ross en els Highlands d'Escòcia.
El poble va ser fundat cap al 1800 amb la intenció de la formació dels mariners per a la guerra contra Napoleó. Després de la seva (inicial) derrota i exili a Elba, la comunitat es va trobar un nou paper com a poble de pescadors. L'illa petita s'ha tornat un santuari de naturalesa.
El nom del llogaret és una paraula vikinga que significa llac de l'areng , que de fet encara poblen la badia.
Shieldaig és una comunitat d'unes 85 persones, amb la seva escola pròpia, un pub petit, una sala de poble que serveix com a capella, i una església. És molt utilitzat com a destinació de vacances, atraient aquells interessats amb la pesca de mar, i exploradors del Torridon Hills, els quals estan a unes poques milles al voltant de la costa.